# 片倉インターチェンジ (山口県)
片倉インターチェンジ（かたくらインターチェンジ）は、山口県宇部市西岐波に位置する山口宇部道路のインターチェンジである。
岡の辻インターチェンジ (IC) 方向のみのハーフICであり、宇部東IC方向には出入りできない。
当ICから山口宇部道路を利用する際、かつては当ICと岡の辻ICとの間に設置された宇部料金所で通行料金を徴収していた。その後、同料金所の機能は山陽自動車道 宇部下関線の開通時に宇部東・宇部南料金所に集約され、当ICから出入りする際には有料道路でありながら無料で通行できるようになっていた。

## 道路
- 山口宇部道路

## 接続する道路
- 山口県道219号西岐波吉見線

## 周辺
- ときわ公園
- 山口宇部空港
- 宇部新都市（あすとぴあ）
- 宇部臨空頭脳パーク
- 片倉温泉

## 隣
山口宇部道路
宇部東IC - 片倉IC - 岡の辻IC